# Nyatukala
Nyatukala è una circoscrizione urbana (urban ward) della Tanzania situata nel distretto di Sengerema, regione di Mwanza. Conta una popolazione di 20 166 abitanti (censimento 2012).